# إطلاق نار ألين، تكساس 2023
في 6 مايو 2023، وقع إطلاق نار جماعي في منافذ ألين بريميوم، وهو مركز بيع في ألين، تكساس، الولايات المتحدة. قُتل تسعة أشخاص، بينهم المجرم، خلال إطلاق النار، أصغرهم طفل في الثالثة من عمره، وأصيب سبعة آخرون. قُتل الجاني برصاص ضابط شرطة موجود بالفعل في المنطقة في مكالمة غير ذات صلة.
كان مطلق النار، ماوريسيو مارتينيز غارسيا، البالغ من العمر 33 عامًا، متطرفًا يمينيًا، على الرغم من أن الدافع المحدد لعمليات القتل لم يكن واضحًا. أظهرت كتابات غارسيا المكثفة على الإنترنت أنه تطرف ذاتيًا، وتبنى وتعزيز أيديولوجيات تفوق البيض والنازيين الجدد و "الإنجاب"، ونشر تعليقات بغيضة ضد النساء واليهود والأقليات العرقية في الفترة التي سبقت الهجوم. لقد ارتكب المذبحة بينما كان يرتدي سترة تكتيكية مطرزة برقعة "RWDS" ("فرقة الموت اليمينى"). كان جسده موشومًا برموز فاشية بما في ذلك صواعق SS وصليب معقوف كبير.

## خلفية
تم افتتاح منافذ ألين بريميوم في سبتمبر 2000، وهو مركز تجاري كبير في الهواء الطلق مملوك لمجموعة مجموعة سيمون العقارية. يقع المركز على بعد 25 ميل (40 كـم) شمال دالاس، تكساس، في الضاحية الشمالية لمدينة دالاس فورت ورث ميتروبلكس.

## اطلاق الرصاص
بدأ إطلاق النار في 6 مايو 2023 الساعة 3:36 مساءً مرتديًا معدات تكتيكية سوداء، خرج مطلق النار من سيارة سيدان فضية وأطلق النار على حشد خارج المركز التجاري. أطلق المسلح النار على 15 شخصًا في غضون ثلاث أو أربع دقائق. قال الشهود إن مطلق النار بدا وكأنه أطلق النار بشكل عشوائي وأطلق عشرات الطلقات. وروى موظف في أحد المتاجر أن الفارين من مطلق النار نبهوا الآخرين بإطلاق النار وساعدوا في إيواء العملاء والموظفين في الغرف الخلفية للمحل. حاول أحد المحاربين العسكريين إعطاء الإنعاش القلبي الرئوي لثلاثة من الضحايا على الأقل، وروى أن العديد من الضحايا نُقلوا على وجه السرعة إلى المستشفى لأنهم لم يتمكنوا من فرزهم في الموقع بسبب خطورة الإصابات.
قالت إدارة شرطة ألين إن المكالمات الواردة من المركز التجاري جاءت في الساعة 3:40 مساءً، والتغريد الساعة 4:22 بعد الظهر أن تطبيق القانون كان في منافذ ألين بريميوم. قال رئيس شرطة ألين بريان هارفي، إن ضابطا كان في المركز التجاري في مكالمة غير ذات صلة، بعد سماعه طلقات نارية، اشتبك مع مطلق النار وقتله.
وعثر على جثة المسلح ثلاث بنادق. تم انتشال خمسة آخرين من سيارته. لقد اشترى جميع البنادق الثمانية بشكل قانوني. استخدم بندقية من طراز AR-15 أثناء إطلاق النار. ولم تكشف السلطات عن الأنواع الدقيقة للأسلحة النارية التي عثر عليها في مكان الحادث.

## الضحايا
وقتل تسعة اشخاص بينهم مطلق النار. القتلى هم: كيو سونغ تشو، 37 عاماً؛ سيندي تشو، 35 سنة؛ جيمس تشو، 3 أعوام؛ ايشواريا ثاتيكوندا، 27؛ دانييلا ميندوزا، 11 سنة؛ صوفيا ميندوزا، 8؛ كريستيان لاكور، 20 سنة؛ إليو كومانا ريفاس، 32. 
وأصيب سبعة آخرون من بينهم ثلاثة في حالة حرجة. قالت ميديكال سيتي للرعاية الصحية إنها تعالج ضحايا تتراوح أعمارهم بين 5 و 61 عامًا، مع نقل معظم الضحايا إلى منشأة ماكيني بالمدينة الطبية. حتى 10 مايو / أيار، لم تنشر السلطات أي معلومات بشأن هوية الجرحى. وأشارت مصادر أخرى إلى أن الجرحى من بينهم والدة الشقيقتين المتوفيتين، والطفل الآخر من الأسرة من أصل كوري والذي كان هو الوحيد الذي نجا من عائلته.

## مرتكب الجريمة
كان ماوريسيو مارتينيز غارسيا، البالغ من العمر 33 عامًا، من شمال شرق دالاس هو مطلق النار. عمل غارسيا كحارس أمن لثلاث شركات على الأقل في السنوات السابقة. خلال فترة عمله كحارس أمن، تلقى غارسيا تدريبًا على الأسلحة النارية. كان يعيش في فندق قبل إطلاق النار. لم يكن لدى غارسيا تاريخ إجرامي. التحق غارسيا بالجيش الأمريكي في يونيو 2008، لكنه لم يكمل التدريب الأساسي أبدًا: تم إنهاء عمله بعد ثلاثة أشهر بسبب مخاوف تتعلق بالصحة العقلية. نظرًا لأن هذا كان فصلًا إداريًا، وليس إبراء ذمة، فإن إنهاء غارسيا من قبل الجيش لن يظهر في النظام الوطني لفحص الخلفية الجنائية الفورية.

### المعتقدات السياسية والنشاط عبر الإنترنت
خلال الهجوم، ارتدى غارسيا رقعة عليها شارة "RWDS" (تعني "فرقة الموت اليمينية")، وهو شعار شائع بين المتطرفين اليمينيين والمتفوقين البيض. في ملفه الشخصي على وسائل التواصل الاجتماعي على منصة التواصل الاجتماعي الروسية أدناكلاسنيكي (OK.ru)، نشر غارسيا محتوى للنازيين الجدد والعنصرية البيضاء، وأعرب عن كراهيته لليهود والنساء والأقليات العرقية في الأيام والأسابيع التي سبقت المجزرة. نشر صورًا لنفسه به وشم نازي كبير، بما في ذلك صليب معقوف وشعار صاعقة SS، وأيضًا وشم للشعار المعادي للمسلمين "ما شاء الله"، في إشارة إلى الحروب الصليبية.
استخدمت منشورات غارسيا على الإنترنت افتراءات معادية للعرب وآسيوية. في منشورات مختلفة، شارك المحتوى ونشر اقتباسات من مصادر يمينية متطرفة، بما في ذلك فورتشان ونيك فوينتس ذا ديلي ستورمر ومؤسسها أندرو أنجلين و استعراض أونز و VDARE. وأشاد بالرصاصين الآخرين مثل منفذي حادث إطلاق النار في مدرسة ناشفيل عام 2023 وجرائم القتل في جزيرة إيسلا فيستا عام 2014؛ حمّل صورًا لموقع أوتليت مول قبل الهجوم بثلاثة أسابيع (بما في ذلك المدخل حيث فتح النار لاحقًا، ولقطات شاشة لصفحة تُظهر ساعات ذروة الزيارة للمركز التجاري)، وتخيلت حروبًا بين الأعراق وانهيار المجتمع. في بعض المنشورات، عرّف عن نفسه بـ"incel". الحساب ليس لديه أي أصدقاء أو تعليقات من آخرين، مما يشير إلى أنه استخدم الحساب كمفكرة. ربما اختار غارسيا النظام الأساسي لأنه لا يحتوي على أي تعديل في المحتوى تقريبًا.  كانت ملاحظته الأخيرة على المنصة ، قبل وقت قصير من إطلاق النار الجماعي، تشبه مذكرة انتحار؛ أشارت صحيفة واشنطن بوست إلى أن الرسالة "تضمنت أكثر من 500 كلمة من الأوهام العنيفة والكراهية والتعظيم الذاتي ومراجع الثقافة الشعبية" مثل الإشارات إلى ساوث بارك والبرامج التلفزيونية والأفلام الأخرى. وقالت سلطات إنفاذ القانون في مؤتمر صحفي إن غارسيا كان لديه "أفكار نازية جديدة".

## ما بعد الكارثة
عقدت وقفة احتجاجية في 7 مايو في 5 مساءً في الكنيسة المعمدانية كوتونوود كريك، بحضور الحاكم جريج أبوت والملازم الحاكم دان باتريك. ونصب نصب تذكاري مؤقت للضحايا بالقرب من المركز التجاري، مع نصب صلبان تكريما للمتوفى من قبل الفنان روبرتو ماركيز، الذي نصب الصلبان في مواقع إطلاق نار جماعي أخرى.
في 8 مايو، صوتت لجنة اختيار مجلس النواب في تكساس لسلامة المجتمع، 8-5، لتقديم مشروع قانون لرفع سن شراء بنادق من طراز AR-15 من 18 إلى 21، مع انضمام جمهوريين إلى جميع الديمقراطيين في الدعم. ومع ذلك، من غير المرجح أن ينجح مشروع القانون في مجلس شيوخ تكساس.
في 8-9 مايو، سُمح لرواد المركز التجاري باستعادة مركباتهم المتوقفة تحت حراسة أمنية. ونقلت الشرطة المتعلقات الشخصية التي عثر عليها في المركز التجاري إلى مركز ترفيهي قريب لاستعادتها.
في 10 مايو، شارك الطلاب على وسائل التواصل الاجتماعي خطط ما لا يقل عن ثلاث مدارس ثانوية في منطقة بلانو المستقلة للمغادرة في 17 مايو احتجاجًا على استمرار العنف بالأسلحة النارية. كما تم توجيه تهديدات ضد مدارس متعددة في شمال تكساس بعد إطلاق النار الذي أبرزه طالب واحد على الأقل عند التحدث عن مشاركته في الإضراب. وقعت إضرابات الطلاب احتجاجًا على تقاعس الحكومة المتصور ردًا على إطلاق النار في 11 مايو في مدرسة ألين الثانوية، ومنطقة مدرسة لوفجوي المستقلة، وسان أنطونيو.
في 16 مايو، قام المتطوعون وأول المستجيبين بتفكيك نصب تذكاري كبير مؤقت في مركز التسوق.
أعيد افتتاح المركز التجاري في 31 مايو، ولكن أعيد فتح المتاجر الفردية وفقًا لتقدير المالكين.
في 18 مايو، أعلنت مدينة ألين ومنظم عرض أسلحة نارية أن عرضًا للأسلحة النارية كان مقررًا في ألين يومي 15 و 16 يوليو قد تم إلغاؤه باتفاق متبادل، لكن لم يوضح أي من الطرفين أسباب الإلغاء. أعلن المنظم أنه تم إلغاء عرض أولي في بيدفورد، تكساس، لكنه لم يكشف عما إذا كان سيتم عقد عرضين من المقرر عقدهما في ألين في وقت لاحق في عام 2023.
في 28 يونيو، تم إطلاق لقطات من كاميرا جثة ضابط الشرطة الذي أطلق النار على الجاني وقتلته.

## تحقيق
قالت الشرطة إن غارسيا كان يقيم في فندق للإقامة الطويلة في شمال غرب دالاس، وأن أوامر التفتيش قد نفذت في الفندق ومنزل في شمال شرق دالاس. الدافع وراء إطلاق النار غير معروف.
في 26 يونيو، برأت هيئة محلفين كبرى الضابط الذي لم يذكر اسمه والذي قتل غارسيا بالرصاص من أي مخالفة، قائلة إن قانون الولاية يبرر استخدام القوة. بعد يومين، أصدرت إدارة شرطة ألين نسخة منقحة من لقطات كاميرا جسد الضابط، بدءًا من أول طلقات مسموعة وتنتهي باقتراب الضابط من غارسيا المصاب بجروح قاتلة. كما قالت شرطة ألين إنها طلبت مراجعة مستقلة من الرابطة الدولية لرؤساء الشرطة لأغراض تحسين التدريب.

## تفاعلات
تم إطلاع الرئيس جو بايدن على إطلاق النار. كما فعل في أعقاب عمليات إطلاق النار الجماعية السابقة، حث بايدن الكونجرس على تمرير حظر الأسلحة الهجومية وسن تشريع عالمي للتحقق من الخلفية، كاتباً، " الأفكار والصلوات على تويتر ليست كافية". تم إنزال الأعلام إلى نصف الموظفين لتكريم الضحايا وسيتم إنزالها حتى 11 مايو.
قال أبوت إن إطلاق النار كان "مأساة لا توصف" وقال باتريك: "نحن ممتنون لأوائل المستجيبين الشجعان الذين تم نشرهم لوقف مطلق النار والتحقيق في هذه الجريمة البشعة. نحن ممتنون لشجاعتهم وشجاعتهم". وقال أبوت إنه سيسافر إلى ألين يوم الأحد للقاء الجالية. وشكر السناتور تيد كروز "سلطات تطبيق القانون الرائعة" لوقف إطلاق النار كما قدم الصلاة على الضحايا.
ورفض النائب كيث سيلف، وهو عضو جمهوري في منطقة الكونجرس التي تضم ألين،، الدعوات إلى قوانين حيازة السلاح بعد إطلاق النار، وألقى باللوم في إطلاق النار الجماعي على الأشخاص الذين يعانون من مشكلات تتعلق بالصحة العقلية "لا نعتني بها"؛ عندما سُئلت عن مزاعم الناس بأن الصلاة لا تمنع إطلاق النار الجماعي، أجابت: "هؤلاء هم الأشخاص الذين لا يؤمنون بالله القدير الذي يتحكم في حياتنا بشكل مطلق. أنا مسيحي. أعتقد أنه كذلك." تم انتقاد ملاحظة الذات؛ على سبيل المثال، ردت شانون واتس، مؤسسة مجموعة الدعوة الأمهات يطالبن بالعمل، قائلة: " الإيمان بدون أعمال ميت. الصلاة بدون فعل فارغة." في 11 مايو، بعد معرفة تفاصيل الإفراج الإداري لغارسيا من الجيش، وصفه سيلف بأنه "بالضبط نوع الشخص الذي نحاول إبعاد الأسلحة عن أيديهم" وقال إن قدرة غارسيا على شراء الأسلحة بشكل قانوني كانت بمثابة الثغرة التي ينوي إصلاحها؛ ومع ذلك، نفى سيلف أنه كان يناقش قانون العلم الأحمر.
دعا عضو مجلس الشيوخ عن الولاية رولاند جوتيريز، الذي تضم منطقته موقع إطلاق النار في مدرسة روب الابتدائية، إلى مزيد من السيطرة على الأسلحة، وكتب: "هناك مكان خاص في الجحيم للأشخاص الذين يشاهدون كل هذا يحدث ويختارون عدم القيام بأي شيء". أعرب كريس هيل، قاضي المقاطعة في محكمة مفوضي مقاطعة كولين، عن غضبه من "أولئك الذين من شأنه أن يفعلوا الشر في مجتمعنا، في الفناء الخلفي لنا".
كيلر موراي لاعب موجه لأريزونا كاردينالز، ستيفن تيريل سلامة سياتل سي هوكس، جوناثان ويليامز ظهير عداء لواشنطن ريدسكينس وليفي أونوزوريكي معالج دفاعي لديترويت ليونز - جميع خريجي مدرسة ألين الثانوية - أصدروا تصريحات على تويتر. ألغى فريق دالاس ستارز من NHL حفلة مشاهدة أمام مركز الخطوط الجوية الأمريكية في مباراتهم الثالثة ضد سياتل كراكن في تصفيات NHL "احترامًا للضحايا وعائلات ومجتمع ألين."
وأعرب معلقون آخرون عن غضبهم إزاء الصور غير المصفاة والدموية للضحايا المتوفين التي انتشرت عبر تويتر، دون أي تصفية أو تحذيرات قبل أن يتمكن أي شخص من مشاهدتها. بينما كانت الصور مرئية لفترة من الوقت في الجزء العلوي من نتائج البحث على الموقع أو بالقرب منه، فقد تم إزالتها بشكل كبير بحلول 8 مايو، مع مقاطع تم تحريرها من إطارات مختصرة للمواد والروابط التي أدت إلى مواقع ويب غير مرغوب فيها تحل محلها.

### التضليل والمعلومات المضللة
على الرغم من أن تقارب مطلق النار العميق مع النازية الجديدة واليمين المتطرف كان مدعومًا بمجموعة كبيرة من الأدلة، إلا أن بعض المعلقين وشخصيات الإنترنت - بما في ذلك مدير البث تيم بول والمدير التنفيذي ومالك تويتر إيلون ماسك - نشروا شائعات كاذبة عن المسلح، مع يشير الأخير إلى أن الملف الشخصي لمطلق النار على وسائل التواصل الاجتماعي كان حقًا "نفسيًا" حكوميًا. أشارت العديد من المنظمات اليمينية والتغريدات الفيروسية من ملفات تعريف تويتر التي تثير الأعراق إلى أن مطلق النار كان أسود (كان من أصل إسباني) أو كان مهاجرًا غير شرعي (كان مواطنًا أمريكيًا بالولادة). تكهنت التغريدات الأخرى المنتشرة على نطاق واسع والتي لا أساس لها من الصحة بأن الجاني كان عضوًا في عصابة شوارع أو عصابة مخدرات (لا يوجد دليل يدعم هذه الادعاءات) وتعرفت بشكل خاطئ على رجل في لقطة مجية باعتباره مطلق النار (صورة الكوب تصور رجلاً مختلفًا بنفس الاسم).